# 葉蓮娜·楚科夫斯卡婭
叶莲娜·采扎列芙娜·楚科夫斯卡娅（俄语：Еле́на Це́заревна Чуко́вская；1931年8月6日—2015年1月3日），苏联作家、文学评论家、化学家，出生于文学作家世家，科爾涅伊·楚科夫斯基之孫女，最大的影响是将亚历山大·索尔仁尼琴和他的作品再次介绍给苏联人民。